# Глід кримський
Глід кримський (Crataegus taurica) — кущ або невелике дерево, вид роду Глід (Crataegus) родини Розові (Rosaceae).

Ареал виду охоплює Крим — відомий зі східної частини Керченського півострова, околиць Феодосії, Старого Криму та Сімферополя. Ендемік. Таксон C. taurica вважається синонімом до Crataegus meyeri Pojark..
Виростає по кам'янистих схилах, серед чагарників.

## Ботанічний опис
Деревце або деревоподібний чагарник з темно-вишневими, волохато-волосистими пагонами і гілками, покритими сірою або строкатою, місцями, сірою, місцями темно-бурою корою і нечисленними короткими, довжиною близько 1 см, колючками і бічними пагонами, частково перетвореними в колючки.
Листки зверху темно-зелені, знизу світліші. На коротких пагонах нижні листки овально-клиноподібні, на вершині великозубчаті або тричінадрізані; вище розташовані в контурі від широко-оберненояйцеподібних до округлих або ромбічних, трироздільна або з тринадрізаною середньою часткою або п'ятироздільні з трьома верхніми лопатями, що значно поступаються в розмірах нижнім; лопаті здебільшого широко-овальні, рідше довгасто-овальні, верхні з зовнішньої сторони на вершині з 1-3 зубцями, нижні іноді гостро-зубчасті від середини і нерідко з небагатьма зубцями на внутрішній стороні. Листя стерильних пагонів 5-7-роздільні зі зрізаною основою, великими широкими лопатями, при основі нерідко майже розсічені.
Суцвіття великі, діаметром до 9 см, що складаються з 5-7 довгих гілок, що несуть по 3-5, рідше 2, квітки; чашолистки трикутні, гострі або недовго-загострені, зазвичай по довжині не перевищують гіпантій, з внутрішньої сторони, крім кінчика, майже голі; віночок діаметром 15 мм, з 17-20 тичинками і 2, рідше 1 або 3, маточками.
Плоди яблукоподібні, винно-червоного кольору.